# أنجيرك (مقاطعة إسلام آباد غرب)
انجيرك (بالفارسية: انجیرک) هي قرية تقع في كرمانشاه في إيران. يقدر عدد سكانها بـ 690 نسمة .